# Dolohmwar
Dolohmwar est une montagne des États fédérés de Micronésie, le point culminant du pays. Elle se situe à une altitude de 791 mètres sur l'île Pohnpei dans l'État de Pohnpei. Son sommet est situé à la frontière entre les municipalités de Madolenihmw et de Kitti.